# Presidente del Parlamento de Montenegro
El presidente del Parlamento de Montenegro (montenegrino: Предсједник Скупштине Црне Горе, romanizado: Predsjednik Skupštine Crne Gore) es el presidente del Parlamento de Montenegro. El mandato del presidente dura cuatro años y es elegido por los miembros de cada nueva asamblea.
El presidente del Parlamento actúa como presidente interino de Montenegro si el presidente electo deja vacante el cargo antes de la expiración de su mandato de cinco años por fallecimiento, dimisión o destitución.

## Lista de presidentes

### Monarquía montenegrina

#### Principado-Obispado de Montenegro
| Imagen                                             | Nombre                                             | Partido                                            | Mandato                                            | Mandato                                            | Tiempo en el cargo                                 | Príncipe-obispo                                    |
| Imagen                                             | Nombre                                             | Partido                                            | Inicio                                             | Final                                              | Tiempo en el cargo                                 | Príncipe-obispo                                    |
| Jefes del Senado de Montenegro y las Tierras Altas | Jefes del Senado de Montenegro y las Tierras Altas | Jefes del Senado de Montenegro y las Tierras Altas | Jefes del Senado de Montenegro y las Tierras Altas | Jefes del Senado de Montenegro y las Tierras Altas | Jefes del Senado de Montenegro y las Tierras Altas | Jefes del Senado de Montenegro y las Tierras Altas |
| -------------------------------------------------- | -------------------------------------------------- | -------------------------------------------------- | -------------------------------------------------- | -------------------------------------------------- | -------------------------------------------------- | -------------------------------------------------- |
|                                                    | Ivan Vukotić                                       | ninguno                                            | 2 de septiembre de 1831                            | enero de 1834                                      | 2 años, 122-152 días                               | Pedro II (1831-1852) Danilo I (1852)               |
|                                                    | Pero Petrović                                      | ninguno                                            | 3 de septiembre de 1837                            | 13 de marzo de 1852                                | 14 años, 195 días                                  | Pedro II (1831-1852) Danilo I (1852)               |

#### Principado de Montenegro
| Imagen                                             | Nombre                                             | Nombre                                                         | Partido                                                        | Mandato                                                        | Mandato                                                        | Tiempo en el cargo                                             | Príncipe                                           |
| Imagen                                             | Nombre                                             | Nombre                                                         | Partido                                                        | Inicio                                                         | Final                                                          | Tiempo en el cargo                                             | Príncipe                                           |
| Jefes del Senado de Montenegro y las Tierras Altas | Jefes del Senado de Montenegro y las Tierras Altas | Jefes del Senado de Montenegro y las Tierras Altas             | Jefes del Senado de Montenegro y las Tierras Altas             | Jefes del Senado de Montenegro y las Tierras Altas             | Jefes del Senado de Montenegro y las Tierras Altas             | Jefes del Senado de Montenegro y las Tierras Altas             | Jefes del Senado de Montenegro y las Tierras Altas |
| -------------------------------------------------- | -------------------------------------------------- | -------------------------------------------------------------- | -------------------------------------------------------------- | -------------------------------------------------------------- | -------------------------------------------------------------- | -------------------------------------------------------------- | -------------------------------------------------- |
|                                                    | Pero Petrović                                      | Pero Petrović                                                  | Ninguno                                                        | 13 de marzo de 1852                                            | 1 de diciembre de 1853                                         | 1 año, 233 días                                                | Danilo I (1852-1860) Nicolás I (1860-1910)         |
|                                                    | Đorđije Petrović                                   | Đorđije Petrović                                               | Ninguno                                                        | 1 de diciembre de 1853                                         | 18 de febrero de 1857                                          | 3 años, 108 días                                               | Danilo I (1852-1860) Nicolás I (1860-1910)         |
|                                                    | Mirko Petrović                                     | Mirko Petrović                                                 | Ninguno                                                        | 18 de febrero de 1857                                          | 20 de julio de 1867                                            | 10 años, 2 días                                                | Danilo I (1852-1860) Nicolás I (1860-1910)         |
|                                                    | Bozo Petrović                                      | Bozo Petrović                                                  | Ninguno                                                        | 20 de julio de 1867                                            | 20 de marzo de 1879                                            | 11 años, 246 días                                              | Danilo I (1852-1860) Nicolás I (1860-1910)         |
| Número                                             | Imagen                                             | Presidente de la Asamblea Popular del Principado de Montenegro | Presidente de la Asamblea Popular del Principado de Montenegro | Presidente de la Asamblea Popular del Principado de Montenegro | Presidente de la Asamblea Popular del Principado de Montenegro | Presidente de la Asamblea Popular del Principado de Montenegro | Danilo I (1852-1860) Nicolás I (1860-1910)         |
| 1                                                  |                                                    | Šako Petrović                                                  | NS                                                             | 27 de noviembre de 1906                                        | 9 de julio de 1907                                             | 224 días                                                       | Danilo I (1852-1860) Nicolás I (1860-1910)         |
| 2                                                  |                                                    | Labud Gojnić                                                   | PNS                                                            | 27 de noviembre de 1907                                        | 14 de diciembre de 1908                                        | 1 año, 18 días                                                 | Danilo I (1852-1860) Nicolás I (1860-1910)         |
| 3                                                  |                                                    | Marko Đukanović                                                | PNS                                                            | 14 de diciembre de 1908                                        | 28 de agosto de 1910                                           | 1 año, 257 días                                                | Danilo I (1852-1860) Nicolás I (1860-1910)         |

#### Reino de Montenegro
| Número                                                    | Imagen                                                    | Nombre                                                    | Partido                                                   | Mandato                                                   | Mandato                                                   | Tiempo en el cargo                                        | Monarca                                                   |
| Número                                                    | Imagen                                                    | Nombre                                                    | Partido                                                   | Inicio                                                    | Final                                                     | Tiempo en el cargo                                        | Monarca                                                   |
| Presidente de la Asamblea Popular del Reino de Montenegro | Presidente de la Asamblea Popular del Reino de Montenegro | Presidente de la Asamblea Popular del Reino de Montenegro | Presidente de la Asamblea Popular del Reino de Montenegro | Presidente de la Asamblea Popular del Reino de Montenegro | Presidente de la Asamblea Popular del Reino de Montenegro | Presidente de la Asamblea Popular del Reino de Montenegro | Presidente de la Asamblea Popular del Reino de Montenegro |
| --------------------------------------------------------- | --------------------------------------------------------- | --------------------------------------------------------- | --------------------------------------------------------- | --------------------------------------------------------- | --------------------------------------------------------- | --------------------------------------------------------- | --------------------------------------------------------- |
| (3) (1)                                                   |                                                           | Marko Đukanović                                           | PNS                                                       | 28 de agosto de 1910                                      | 1 de diciembre de 1910                                    | 95 días                                                   | Nicolás I (1910-1916)                                     |
| 4 (2)                                                     |                                                           | Milo Dožić                                                | Ninguno                                                   | 1 de diciembre de 1910                                    | 12 de febrero de 1911                                     | 73 días                                                   | Nicolás I (1910-1916)                                     |
| 5 (3)                                                     |                                                           | Jovan Plamenac                                            | PNS                                                       | 1 de diciembre de 1911                                    | 25 de octubre de 1913                                     | 1 año, 239 días                                           | Nicolás I (1910-1916)                                     |
| 6 (4)                                                     |                                                           | Milo Dožić                                                | Ninguno                                                   | 28 de enero de 1914                                       | 4 de enero de 1916                                        | 1 año, 341 días                                           | Nicolás I (1910-1916)                                     |

### Era republicana
| Número                                                                      | Nombre (nacimiento-muerte)                                                  | Mandato                                                                     | Mandato                                                                     | Partido                                                                     |
| Presidente de la Asamblea Antifascista de Liberación Nacional de Montenegro | Presidente de la Asamblea Antifascista de Liberación Nacional de Montenegro | Presidente de la Asamblea Antifascista de Liberación Nacional de Montenegro | Presidente de la Asamblea Antifascista de Liberación Nacional de Montenegro | Presidente de la Asamblea Antifascista de Liberación Nacional de Montenegro |
| --------------------------------------------------------------------------- | --------------------------------------------------------------------------- | --------------------------------------------------------------------------- | --------------------------------------------------------------------------- | --------------------------------------------------------------------------- |
| 1                                                                           | Niko Miljanić (1892-1957)                                                   | 15 de noviembre de 1943                                                     | 13 de julio de 1944                                                         | Frente de Liberación Popular                                                |

#### República Socialista de Montenegro
| Número                                          | Nombre (nacimiento-muerte)                      | Mandato                                         | Mandato                                         | Partido                                         |
| Presidente del Presidium de la Asamblea Popular | Presidente del Presidium de la Asamblea Popular | Presidente del Presidium de la Asamblea Popular | Presidente del Presidium de la Asamblea Popular | Presidente del Presidium de la Asamblea Popular |
| ----------------------------------------------- | ----------------------------------------------- | ----------------------------------------------- | ----------------------------------------------- | ----------------------------------------------- |
| (1)                                             | Niko Miljanić (1892-1957)                       | 13 de julio de 1944                             | 21 de noviembre de 1946                         | Frente de Liberación Popular                    |
| 2                                               | Milos Rašovic (1893-1988)                       | 21 de noviembre de 1946                         | 6 de noviembre de 1950                          | Partido comunista                               |
| 3                                               | Nikola Kovačević (1890-1964)                    | 6 de noviembre de 1950                          | 15 de diciembre de 1953                         | Partido comunista                               |
| 4                                               | Blažo Jovanović (1907-1976)                     | 15 de diciembre de 1953                         | 12 de julio de 1962                             | Liga de comunistas                              |
| 5                                               | Filip Bajković (1910-1985)                      | 12 de julio de 1962                             | 5 de mayo de 1963                               | Liga de comunistas                              |
| 6                                               | Andrija Mugoš (1912-2006)                       | 5 de mayo de 1963                               | 5 de mayo de 1967                               | Liga de comunistas                              |
| 7                                               | Veljko Milatovic (1921-2004)                    | 5 de mayo de 1967                               | 6 de octubre de 1969                            | Liga de comunistas                              |
| 8                                               | Vidoje Žarković (1927-2000)                     | 6 de octubre de 1969                            | 1 de abril de 1974                              | Liga de comunistas                              |
| 9                                               | Budislav Šoškić (1925-1979)                     | 1 de abril de 1974                              | 5 de abril de 1974                              | Liga de comunistas                              |
| Presidente de la Asamblea Popular de Montenegro |                                                 |                                                 |                                                 |                                                 |
| (9)                                             | Budislav Šoškić (1925-1979)                     | 5 de abril de 1974                              | 12 de agosto de 1979                            | Liga de comunistas                              |
| 10                                              | Radivoje Brajović (nacido en 1935)              | agosto de 1979                                  | abril de 1982                                   | Liga de comunistas                              |
| 11                                              | Milutin Tanjević (1927-2011)                    | abril de 1982                                   | mayo de 1983                                    | Liga de comunistas                              |
| 12                                              | Omer Kurpejovic (1929-2013)                     | mayo de 1983                                    | mayo de 1984                                    | Liga de comunistas                              |
| 13                                              | Cedomir Đuranović (1932-2012)                   | mayo de 1984                                    | mayo de 1985                                    | Liga de comunistas                              |
| 14                                              | Marko Matković (1932-2016)                      | mayo de 1985                                    | junio de 1986                                   | Liga de comunistas                              |
| 15                                              | Velisav Vuksanović (fallecido en 2011)          | junio de 1986                                   | marzo de 1989                                   | Liga de comunistas                              |
| 16                                              | Dragan Radonjić (nacido en 1955)                | marzo de 1989                                   | diciembre de 1990                               | Liga de comunistas                              |
| 17                                              | Risto Vukčević (1929-1994)                      | 23 de diciembre de 1990                         | 28 de abril de 1992                             | Liga de comunistas                              |

### Montenegro semi-independiete

#### República de Montenegro (1992-2006)
| Número                                  | Nombre (nacimiento-muerte)              | Nombre (nacimiento-muerte)              | Mandato                                 | Partido                                 |
| Presidente del Parlamento de Montenegro | Presidente del Parlamento de Montenegro | Presidente del Parlamento de Montenegro | Presidente del Parlamento de Montenegro | Presidente del Parlamento de Montenegro |
| --------------------------------------- | --------------------------------------- | --------------------------------------- | --------------------------------------- | --------------------------------------- |
| 1 (17)                                  | Risto Vukčević (1929-1994)              | 28 de abril de 1992                     | 12 de diciembre de 1994                 | Partido Democrático de los Socialistas  |
| 2 (18)                                  | Svetozar Marović (nacido en 1955)       | 12 de diciembre de 1994                 | 7 de junio de 2001                      | Partido Democrático de los Socialistas  |
| 3 (19)                                  | Vesna Perović (nacida en 1954)          | 7 de junio de 2001                      | 5 de noviembre de 2002                  | Alianza Liberal de Montenegro           |
| 4 (20)                                  | Filip Vujanović (nacido en 1954)        | 5 de noviembre de 2002                  | 30 de julio de 2003                     | Partido Democrático de los Socialistas  |
| 5 (21)                                  | Ranko Krivokapic (nacido en 1961)       | 30 de julio de 2003                     | 3 de junio de 2006                      | Partido Socialdemócrata                 |

### Montenegro independiente

#### Montenegro
| Número                                  | Nombre (nacimiento-muerte)              | Nombre (nacimiento-muerte)              | Mandato                                 | Partido                                 |
| Presidente del Parlamento de Montenegro | Presidente del Parlamento de Montenegro | Presidente del Parlamento de Montenegro | Presidente del Parlamento de Montenegro | Presidente del Parlamento de Montenegro |
| --------------------------------------- | --------------------------------------- | --------------------------------------- | --------------------------------------- | --------------------------------------- |
| (5) (21)                                | Ranko Krivokapic (nacido en 1961)       | 3 de junio de 2006                      | 19 de mayo de 2016                      | Partido Socialdemócrata                 |
| 6 (22)                                  | Darko Pajović v (nacido en 1972)        | 1 de junio de 2016                      | 7 de noviembre de 2016                  | Montenegro positivo                     |
| 7 (23)                                  | Ivan Brajovic (nacido en 1962)          | 24 de noviembre de 2016                 | 23 de septiembre de 2020                | Socialdemócratas                        |
| 8 (24)                                  | Aleksa Bečić (nacido en 1987)           | 23 de septiembre de 2020                | 7 de febrero de 2022                    | Montenegro democrático                  |
| 9 (25)                                  | Danijela Đurović (nacida en 1973)       | 28 de abril de 2022                     | 30 de octubre de 2023                   | Partido Socialista Popular (Hasta 2023) |
| 9 (25)                                  | Danijela Đurović (nacida en 1973)       | 28 de abril de 2022                     | 30 de octubre de 2023                   | independiente                           |
| 10 (26)                                 | Andrija Mandić (nacido en 1965)         | 30 de octubre de 2023                   | Titular                                 | Democracia nueva serbia                 |